# Gianluigi Scalvini
Gianluigi Scalvini (Brescia, 14 aprile 1971) è un pilota motociclistico italiano ritiratosi dall'attività agonistica.

## Carriera
I suoi primi passi importanti nel motociclismo risalgono al 1989 dove ha partecipato al campionato nazionale sport production per poi passare alle gare del campionato Europeo Velocità dove conquista i primi punti nel 1990, chiude ottavo nel 1991 e giunge al secondo posto nel 1993. Nello stesso anno gli viene offerta la possibilità di esordire nella classe 125 del motomondiale grazie ad una wild card per il Gran Premio motociclistico d'Italia che però non porta a termine.
Dal motomondiale 1994 iniziano invece le sue partecipazioni continuative che si sono svolte sempre in classe 125 con l'unica eccezione della stagione 1996 dove ha disputato la classe 250.
Dopo aver utilizzato motociclette Aprilia, dal 1996 al 1998 passa alla guida di una Honda. Il suo ritorno, nel 1999, alla casa di Noale corrisponde anche alla sua miglior stagione iridata: conquista i suoi unici successi della carriera nel GP di Valencia e nel GP del Sudafrica e giunge al 6º posto nella classifica generale dell'anno. Le ultime presenze con risultati a punti sono state nel motomondiale 2001 su una Italjet.
Nel 2002, dopo essere partito dalla pole position, ottiene un podio nel campionato italiano velocità categoria Supersport in sella ad una Yamaha, classificandosi tredicesimo con 16 punti nel campionato piloti. Nello stesso anno prende parte a due Gran Premi rientrando nella classe 125 del motomondiale, i risultati nelle gare non gli consentono di guadagnare punti. Nel 2003 si sposta nel campionato mondiale Supersport con la Honda CBR 600RR del team Klaffi Honda, ma dopo sole due gare, dove racimola solo ritiri, viene sostituito da Sébastien Charpentier. Rientra nel campionato italiano velocità categoria Supersport nel 2004, chiudendolo al nono posto con 36 punti alla guida di una Yamaha. Nel 2005 disputa alcune gare nel CIV Supersport senza ottenere punti.

## Risultati in gara

### Motomondiale
| 1990 | Classe | Moto  |  |    |  |    |  |  |  |  |  |  |  |  |  |  |  |  | Punti | Pos. |
| ---- | ------ | ----- |  | -- |  | -- |  |  |  |  |  |  |  |  |  |  |  |  | ----- | ---- |
| 1990 | 125    | Honda |  | NE |  | NQ |  |  |  |  |  |  |  |  |  |  |  |  | 0     |      |

| 1993 | Classe | Moto    |  |  |  |  |  |  |  |  |  |  |  |     |  |  |  |  | Punti | Pos. |
| ---- | ------ | ------- |  |  |  |  |  |  |  |  |  |  |  | --- |  |  |  |  | ----- | ---- |
| 1993 | 125    | Aprilia |  |  |  |  |  |  |  |  |  |  |  | Rit |  |  |  |  | 0     |      |

| 1994 | Classe | Moto    |    |  |  |  |  |  |    |     |     |     |    |    |   |    |  |  | Punti | Pos. |
| ---- | ------ | ------- | -- |  |  |  |  |  | -- | --- | --- | --- | -- | -- | - | -- |  |  | ----- | ---- |
| 1994 | 125    | Aprilia | 12 |  |  |  |  |  | 13 | Rit | Rit | Rit | 15 | 10 | 4 | 11 |  |  | 32    | 17º  |

| 1995 | Classe | Moto    |   |    |     |    |    |    |    |     |     |   |   |     |     |  |  |  | Punti | Pos. |
| ---- | ------ | ------- | - | -- | --- | -- | -- | -- | -- | --- | --- | - | - | --- | --- |  |  |  | ----- | ---- |
| 1995 | 125    | Aprilia | 8 | 11 | Rit | 11 | 10 | 12 | 10 | Rit | Rit | 6 | 2 | Rit | Rit |  |  |  | 61,5  | 13º  |

| 1996 | Classe | Moto  |     |    |     |    |     |    |     |     |     |    |     |    |    |    |     |  | Punti | Pos. |
| ---- | ------ | ----- | --- | -- | --- | -- | --- | -- | --- | --- | --- | -- | --- | -- | -- | -- | --- |  | ----- | ---- |
| 1996 | 250    | Honda | Rit | 18 | Rit | 19 | Rit | 19 | Rit | Rit | Rit | 16 | Rit | 11 | 16 | 11 | Rit |  | 10    | 26º  |

| 1997 | Classe | Moto  |    |   |    |    |   |   |    |    |    |     |    |   |   |   |   |  | Punti | Pos. |
| ---- | ------ | ----- | -- | - | -- | -- | - | - | -- | -- | -- | --- | -- | - | - | - | - |  | ----- | ---- |
| 1997 | 125    | Honda | 16 | 9 | 21 | 12 | 9 | 8 | 13 | 11 | 12 | Rit | 11 | 6 | 8 | 7 | 5 |  | 81    | 11º  |

| 1998 | Classe | Moto  |   |    |   |   |     |   |     |   |     |   |    |    |   |    |  |  | Punti | Pos. |
| ---- | ------ | ----- | - | -- | - | - | --- | - | --- | - | --- | - | -- | -- | - | -- |  |  | ----- | ---- |
| 1998 | 125    | Honda | 6 | 13 | 8 | 3 | Rit | 5 | Rit | 9 | Rit | 5 | 12 | 10 | 9 | 10 |  |  | 89    | 8º   |

| 1999 | Classe | Moto    |   |    |   |   |     |    |   |   |   |   |    |   |   |   |     |   | Punti | Pos. |
| ---- | ------ | ------- | - | -- | - | - | --- | -- | - | - | - | - | -- | - | - | - | --- | - | ----- | ---- |
| 1999 | 125    | Aprilia | 3 | 12 | 4 | 7 | Rit | 10 | 5 | 6 | 7 | 4 | 19 | 1 | 4 | 1 | Rit | 7 | 163   | 6º   |

| 2000 | Classe | Moto    |   |   |     |     |    |    |     |     |    |   |     |     |   |   |    |     | Punti | Pos. |
| ---- | ------ | ------- | - | - | --- | --- | -- | -- | --- | --- | -- | - | --- | --- | - | - | -- | --- | ----- | ---- |
| 2000 | 125    | Aprilia | 7 | 7 | Rit | Rit | 11 | 10 | Rit | Rit | 11 | 8 | Rit | Rit | 7 | 4 | 17 | Rit | 64    | 14º  |

| 2001 | Classe | Moto    |    |    |     |    |     |    |     |     |    |     |    |    |   |    |     |   | Punti | Pos. |
| ---- | ------ | ------- | -- | -- | --- | -- | --- | -- | --- | --- | -- | --- | -- | -- | - | -- | --- | - | ----- | ---- |
| 2001 | 125    | Italjet | 13 | 14 | Rit | NP | Rit | 13 | Rit | Rit | 22 | Rit | 18 | 22 | 9 | 18 | Rit | 9 | 22    | 22º  |

| 2002 | Classe | Moto    |  |  |  |  |  |    |     |  |  |  |  |  |  |  |  |  | Punti | Pos. |
| ---- | ------ | ------- |  |  |  |  |  | -- | --- |  |  |  |  |  |  |  |  |  | ----- | ---- |
| 2002 | 125    | Aprilia |  |  |  |  |  | 17 | Rit |  |  |  |  |  |  |  |  |  | 0     |      |

| Legenda | 1º posto        | 2º posto            | 3º posto            | A punti      | Senza punti        | Grassetto – Pole position Corsivo – Giro più veloce |
| Legenda | Gara non valida | Non qual./Non part. | Ritirato/Non class. | Squalificato | '-' Dato non disp. | Grassetto – Pole position Corsivo – Giro più veloce |

### Campionato mondiale Supersport
| 2002 | Moto   |  |  |  |  |  |  |  |  |  |    |  |  | Punti | Pos. |
| ---- | ------ |  |  |  |  |  |  |  |  |  | -- |  |  | ----- | ---- |
| 2002 | Yamaha |  |  |  |  |  |  |  |  |  | NP |  |  | 0     |      |

| 2003 | Moto  |     |     |  |  |  |  |  |  |  |  |  |  | Punti | Pos. |
| ---- | ----- | --- | --- |  |  |  |  |  |  |  |  |  |  | ----- | ---- |
| 2003 | Honda | Rit | Rit |  |  |  |  |  |  |  |  |  |  | 0     |      |

| Legenda | 1º posto        | 2º posto            | 3º posto           | A punti      | Senza punti        | Grassetto – Pole position Corsivo – Giro più veloce |
| Legenda | Gara non valida | Non qual./Non part. | Ritirato/Non class | Squalificato | '-' Dato non disp. | Grassetto – Pole position Corsivo – Giro più veloce |